# Lastra a Signa
Lastra a Signa és un comune (municipi) de la ciutat metropolitana de Florència, a la regió italiana de la Toscana, situat uns 12 km a l'oest de Florència.
L'1 de gener de 2018 tenia 20.308 habitants.

## Llocs d'interès
- Hospital de Sant'Antonio (1411).
- Muralles de Brunelleschi, encara que l'atribució a l'arquitecte florentí és incerta.
- San Martino a Gangalandi, església parroquial i museu.

## Ciutats agermanades
Lastra a Signa està agermanat amb:
- Grosio, Itàlia, des de 1989
- Saint-Fons, França, des de 1995
- Munster, Alemanya, des de 2015